# Баркле, Жан-Клод
Жан-Клод Баркле (фр. Jean-Claude Barclay; род. 30 декабря 1942, Париж) — французский теннисист. Трёхкратный победитель Открытого чемпионата Франции в смешанном парном разряде (с Франсуазой Дюрр), игрок сборной Франции в Кубке Дэвиса.

## Игровая карьера
Жан-Клод Баркле, родившийся в конце 1942 года, свои первые значительные турниры сыграл в 1959 году. В числе прочего он пробился через квалификационный отбор в основную сетку национального чемпионата Франции, где уступил во втором круге.
Свой первый взрослый любительский турнир Баркле выиграл в 1960 году. В этом же году он принял участие в отборе к международном чемпионате Франции, но в последнем круге уступил австралийцу Фреду Столлу, не попав в основную сетку. На следующий год Баркле уже играл в основной сетке как на «Ролан Гарро», так и на Уимблдонском турнире, добравшись соответственно до третьего круга (где проиграл Рою Эмерсону) и до второго.
В 1962 и 1963 годах Баркле уже занимал достаточно высокое место среди французских теннисистов-любителей, чтобы быть включённым в состав сборной Франции в Кубке Дэвиса. За эти два года он провёл семь встреч (единственное поражение в парах в 1962 году и по три победы и три поражения в одиночном разряде год спустя).
Баркле стал четвертьфиналистом международного чемпионата Франции, проиграв на этом этапе испанцу Мануэлю Сантане. В том же году в паре с другим французом, Пьером Дармоном, Баркле дошёл до финала Уимблдонского турнира, в полуфинале победив в четырёх сетах посеянных вторыми Сантану и Эмерсона. В финале они, также в четырёх сетах, проиграли мексиканскому дуэту Рафаэль Осуна — Антонио Палафокс. Лучшие результаты Баркле в турнирах Большого шлема, однако, пришлись на начало Открытой эры. В период с 1968 по 1973 год они с Франсуазой Дюрр шесть раз подряд играли в финале турнира смешанных пар на Открытом чемпионате Франции, трижды — в 1968, 1971 и 1973 годах — завоевав чемпионский титул.
В начале Открытой эры Баркле, выступавший преимущественно в любительских турнирах, показал несколько хороших результатов и в соревнованиях, открытых для профессионалов. Он, в частности, дошёл до финала Открытого чемпионата Германии 1969 года в паре с Юргеном Фассбендером, победив пары Илие Настасе — Ион Цириак и Рой Эмерсон — Мэл Андерсон и в итоге проиграв Тому Оккеру и Марти Риссену. Баркле также выиграл в 1970—1974 годах ряд менее престижных открытых турниров у себя на родине и завершил выступления в 1975 году, проиграв в первом круге на Открытом чемпионате Франции.

## Финалы турниров Большого шлема за карьеру

### Мужской парный разряд (0-1)
| Результат | Год  | Турнир              | Покрытие | Партнёр     | Соперники в финале             | Счёт в финале      |
| --------- | ---- | ------------------- | -------- | ----------- | ------------------------------ | ------------------ |
| Поражение | 1963 | Уимблдонский турнир | Трава    | Пьер Дармон | Рафаэль Осуна Антонио Палафокс | 6-4, 2-6, 2-6, 2-6 |

### Смешанный парный разряд (3-3)
| Результат | Год  | Турнир                         | Покрытие | Партнёрша      | Соперники в финале            | Счёт в финале |
| --------- | ---- | ------------------------------ | -------- | -------------- | ----------------------------- | ------------- |
| Победа    | 1968 | Открытый чемпионат Франции     | Грунт    | Франсуаза Дюрр | Билли Джин Кинг Оуэн Дэвидсон | 6-1, 6-4      |
| Поражение | 1969 | Открытый чемпионат Франции     | Грунт    | Франсуаза Дюрр | Маргарет Корт Марти Риссен    | 3-6, 2-6      |
| Поражение | 1970 | Открытый чемпионат Франции     | Грунт    | Франсуаза Дюрр | Билли Джин Кинг Боб Хьюитт    | 6-3, 4-6, 2-6 |
| Победа    | 1971 | Открытый чемпионат Франции (2) | Грунт    | Франсуаза Дюрр | Винни Шо Тоомас Лейус         | 6-2, 6-4      |
| Поражение | 1972 | Открытый чемпионат Франции     | Грунт    | Франсуаза Дюрр | Ивонн Гулагонг Ким Уорик      | 2-6, 4-6      |
| Победа    | 1973 | Открытый чемпионат Франции (3) | Грунт    | Франсуаза Дюрр | Бетти Стове Патрис Домингес   | 6-1, 6-4      |